# Bloodbath at the House of Death
Bloodbath at the House of Death es una película de comedia de terror inglesa dirigida por Ray Cameron y protagonizada por Kenny Everett y Vincent Price. La película es una parodia de The Amityville Horror y otras producciones de la misma época.

## Argumento
La película está ambientada en 1975 y empieza en una antigua mansión llamada Headstone Manor, utilizada como lugar de retiro para hombres de negocio durante los fines de semana y campamento de verano para las chicas. Al cabo de poco tiempo, un grupo de monjes satánicos asaltan la mansión y matan a 18 de sus ocupantes.
En 1983, los doctores Lucas Mandeville y Barbara Coyle (Kenny Everett y Pamela Stephenson) son enviados a investigar una zona con lecturas altas de radiactividad, lo que les lleva hasta Headstone Manor, ahora llamada por los vecinos "La Casa de la Muerte".
Junto con otros científicos, Mandeville y Coyle se instalan en la casa con sus respectivos equipamientos, mientras que Hombre Siniestro (Vincent Price), un monje satánico de 700 años prepara un ritual cerca del bosque para liberar la casa de los huéspedes no gratos.
Durante su estancia, Mandeville confiesa haber sido un gran cirujano llamado Ludwig Manheim hasta que fue relegado a "Investigador listillo de tonterías paranormales" tras sufrir una humillación en el pasado. or otro lado, Coyle es testigo de un fenómeno poltergeist con el que mantiene una relación sexual.
No obstante, empiezan a suceder otros fenómenos extraños: varios clones de los científicos entran en la casa y matan a los originales para ocupar su lugar, pero cuando Coyle está a punto de correr la misma suerte, el poltergeist la salva. Finalmente los monjes huyen en una nave espacial revelando que son alienígenas que utilizaban la zona para sus actividades, pero cuando ya sobrevuelan las nubes, E. T. vuelve a quedarse en tierra y quejándose con un "Mierda!, otra vez, no!."

## Reparto
- Kenny Everett es Dr. Lukas Mandeville
- Pamela Stephenson es Dr. Barbara Coyle
- Vincent Price es Hombre Siniestro.
- Gareth Hunt es Elliot Broome.
- Don Warrington es Stephen Wilson.
- John Fortune es John Harrison.
- Sheila Steafel es Sheila Finch.
- John Stephen Hill es Henry Noland.
- Cleo Rocos es Deborah Kedding.
- Graham Stark es Hombre ciego.
- Pat Ashton es Barmaid.
- David Lodge es Inspector Goule.
- Davilia David es Madre de Sheila.
- Debbie Linden es Mujer atractiva.
- Tim Barrett es Doctor.
- Michael McIntyre es E.T.

## Producción
Laurence Myers aceptó producir la película cuando los productores perdieron casi todo su presupuesto. El film se rodó en Potters Bar, Inglaterra. Michael McIntyre publicó en su autobiografía que le prestó su voz a E.T.
Myers declaró que la película no tenía sentido alguno y que se la mostró al censor James Ferman, el cual disfrutó de la producción, sin embargo, comentó que el carrete del film se reproducía al revés.

## Recepción
La película fue distribuida por la productora británica Thorn EMI y fue producida a la mañana siguiente de que Everett tuviera un arrebato en una conferencia de Jóvenes Conservadores en el que exigió que bombardearan Rusia; como resultado, los medios de comunicación han nombrado al film en un contexto negativo, por otra parte, las críticas fueron muy negativas. Martyn Auty escribió: «Supuestamente pretendían hacer una producción de alto nivel, pero más bien parecía una película de bajo presupuesto similar al de Carry On».
En julio de 2008 salió a la venta el DVD con una calificación de +15 (3 años menos que en su estreno).